# Bernat Figueres i Baila
Bernat Figueres i Baila (Tortosa, 1923 - Màlaga, 1990) fou empresari dins l'àmbit del turisme. A la seva joventut fou capdanser i promotor cultural de la sardana.
Resident des de molt jove a Barcelona, va fundar, l'any 1947, la colla sardanista Almogàvers amb el seu germà Felip Figueres i Baila i en va ser el capdanser. El 1950 la colla esdevenia l'Obra Sardanista Almogàvers que assoliria una gran transcendència dins l'activitat sardanista dels anys 50-60, especialment
amb l'edició de la revista setmanal Cultura i Folklore entre 1953-1954 i la valuosa Discoteca Popular amb enregistraments antològics de sardanes i ballets amb la cobla Barcelona. Circumstàncies personals motivaren que Bernat Figueras emigrés a Irlanda on hi romangué treballant uns anys. Quan tornà, residí a Màlaga, lloc on hi va morir l'any 1990. L'any 1963 va rebre la Medalla al Mèrit Sardanista.